# بريت ماكسي
بريت ماكسي (بالإنجليزية: Brett Maxie)‏ هو لاعب كرة قدم أمريكية أمريكي، ولد في 13 يناير 1962 في دالاس في الولايات المتحدة.

## وصلات خارجية
- بريت ماكسي على موقع مرجع كرة القدم المحترفة.كوم (الإنجليزية)